# Motonori Matuyama
Motonori Matuyama (松山基範 Matsuyama Motonori?, 25 de octubre de 1884 – 27 de enero de 1958) fue un geofísico japonés quien, a finales de la década de 1920, fue el primero en proporcionar evidencias sistemáticas de que el campo magnético terrestre se había invertido durante el Pleistoceno temprano y sugerir que en el pasado existieron largos períodos en los que se invirtió la polaridad. También observó que el campo magnético de la Tierra había cambiado posteriormente a la polaridad actual. La era de la polaridad invertida que precede a la actual Cron de Brunhes de polaridad normal ahora se llama Cron Invertido de Matuyama; y la transición entre ellos se llama inversión magnética Brunhes–Matuyama o Matuyama-Brunhes.

## Biografía
Nació el 25 de octubre de 1884 en Uyeda (actualmente Usa), en la prefectura de Ōita, Japón, hijo de Tengsi Sumie un abad zen del templo Unsuji y Kou Suehara, con el nombre de Motonori Suehara, ya que en ese momento no se permitían esposas sacerdotales, por lo que tomó el apellido de su madre, y en 1896 cambió a Motonori Sumie al convertirse su padre en el sacerdote principal de un eminente templo budista zen en Yamaguchi. En 1910 al casarse con Matsuye Matsuyama  fue adoptado por la familia de esta tomando su apellido Matsuyama (松山). Alrededor de 1926, de conformidad con la entonces nueva convención de transliteración, alteró la romanización a Matuyama. Actualmente se erige un monumento en su honor en Uyeda. 
Se educó en la Universidad de Hiroshima y en 1907 ingresó al Departamento de Física de la Escuela de Ciencia y Tecnología de la Universidad de Kioto, donde en 1913 fue nombrado profesor. Obtuvo su título en 1911 y continuó sus estudios de posgrado recibiendo orientación de Shinjo Shinzo y Shida Jun. En 1912 fue coautor del capítulo 6 en un artículo de Shida y contribuyó a derivar el número de Shida. Se licenció en la misma universidad en 1918.
Después de pasar el período 1919-21 en la Universidad de Chicago trabajando con Thomas C. Chamberlin donde estudió los cambios debidos a las cargas de hielo. Esta investigación contribuyó al desarrollo de la glaciología y, en 1960, el Comité de topónimos antárticos del Reino Unido (UK-APC) elogió el logro y en su honor se bautizó a un grupo de rocas submarinas frente a la costa de la Tierra de Graham en la península antártica, como rocas Matuyama. Después de estudiar en Europa, regresó a Japón en 1921 , y al año siguiente, en 1922, se convirtió en profesor en el Departamento de Geología y Mineralogía del Instituto de Ciencia y Tecnología de la Universidad de Kioto (curso de geología teórica), retirándose en 1944 siendo nombrado profesor emérito de esta universidad. En 1949, se convirtió en el primer rector de la Universidad de Yamaguchi.
Durante el período 1927-1932 realizó una prospeccion geofísica de Japón, ampliándolo para cubrir también Corea y Manchuria, y estudió la geofísica marina utilizando el gravímetro de Vening-Meinesz a bordo de un submarino.
Si bien anteriormente se habían encontrado rocas con polaridades opuestas al campo magnético actual y se avanzó la hipótesis de que el campo se había invertido en el pasado, Matuyama fue el primero en realizar un estudio disciplinado de la hipótesis. En 1926 comenzó a recolectar especímenes de basalto en Manchuria y Japón, y en 1929 publicó un artículo que mostraba que existía una clara correlación entre la polaridad y la posición estratigráfica. Observó que el campo magnético de la Tierra se había invertido a principios del Pleistoceno y antes, y que más tarde había cambiado a la polaridad actual.
Esta polaridad invertida, particularmente como lo muestran las rocas del relieve oceánico, proporcionó la evidencia crucial para la hipótesis de expansión del fondo oceánico de Harry H. Hess.
Desde junio de 1936 hasta diciembre de 1937 Matuyama trabajó en la Universidad de Kioto como decano de la Facultad de Ciencias; se retiró de la docencia en 1944 y en 1946 fue nombrado profesor emérito. En mayo de 1949, fue nombrado presidente fundador de la Universidad de Yamaguchi (la universidad transliteró su apellido como Matsuyama). En 1950 fue elegido miembro de la Academia de Japón.

## Investigación
Midió la magnetización residual de las rocas en la cueva Genbudō en la Prefectura de Hyōgo y otras partes del este de Asia, y en 1929 fue el primero en el mundo en defender la teoría de la inversión del campo magnético terrestre. En ese momento, su teoría fue en gran medida ignorada por los círculos académicos de todo el mundo,  pero con el gran desarrollo del paleomagnetismo en el Reino Unido en la década de 1950, su validez fue ampliamente reconocida. Debido a sus logros, el Período del Polo Magnético Inverso (hace entre 2,58 millones y 770.000 años) fue denominado Período del Polo Magnético Inverso de Matsuyama.
En la década de 1930, obtuvo logros en el campo de la geodesia, incluidas mediciones de la gravedad en Corea, Manchuria, Taiwán, las islas  Mar del Sur y las aguas cercanas a Japón. En particular, en octubre de 1934, un submarino de la Armada clase Ro57 equipado con un dispositivo de medición de la gravedad marítima de tipo Benning -Meynes zarpó desde la bahía de Sagami en forma de dientes de sierra sobre la fosa de Japón, tomando mediciones en un total de 29 puntos frente a la costa de Japón. En octubre de 1935, se tomaron medidas de gravedad en un total de 31 puntos desde la bahía de Sagami hasta las islas Ogasawara en el submarino de primera generación I-24. Los resultados obtenidos allí fueron expuestaos en la VI Asamblea General de la Unión Internacional de Geodesia y Geofísica celebrada en 1936 en Edimburgo, y el descubrimiento de anomalías de gravedad.

## Legado
«El geofísico japonés Motonori Matsuyama (1884-1958, como se escribe y pronuncia, pero se transcribe erróneamente en sus propias publicaciones y en otras como Matuyama) fue el primero en documentar claramente los basaltos de Genbudō (cuevas de basalto), Japón, y el intervalo de polaridad magnética invertida de 2.58 a 0.773 Ma que ahora llamamos el 'Cron de Polaridad Invertida de Matuyama'». --Martin J. Head

La transición, de alrededor de 0,78 Ma, a la polaridad normal (es decir, la del actual campo terrestre) se conoce como la inversión Brunhes-Matuyama o Matuyama-Brunhes. En el Simposio Burg Wartenstein de 1973, se recomendó que «el comienzo del Pleistoceno medio debería definirse de manera que coincida o esté estrechamente vinculado con el límite entre la época invertida de Matuyama y la época normal de Brunhes de la cronología paleomagnética». Esto finalizó en 2020, cuando el Comité Ejecutivo de la Unión Internacional de Ciencias Geológicas ratificó oficialmente la Sección estratotipo y punto de límite global que define la base de la época Chibaniense y la Subserie del Pleistoceno Medio en la prefectura de Chiba, Japón, utilizando La reversion de Matuyama-Brunhes como marcador. 
El límite, aproximadamente de 2,58 Ma, entre el Cron Normal de Gauss y el Cron Invertido de Matuyama se conoce como inversión de Gauss-Matuyama.
Las rocas Matsuyama, en Crystal Sound, Antártida, reciben su nombre en honor a su trabajo sobre los cristales de hielo.

## Reconocimientos
- 1932 (Showa 7) Osaka Mainichi Shimbun Tokio Nichinichi Shimbun, donó el premio Togu Marriage Memorial por la «investigación geofísica sobre anomalías de la gravedad y el magnetismo de las rocas»
- 1945 (Showa 20) 17 de enero - Shosanmi.

## Obra
- Motonori Matsuyama, Colección digital de la Biblioteca Nacional de Dieta: Sobre la distribución de anomalías gravitacionales en la cuenca de Suwa, Asociación Científica de Japón, 1928.
- Motonori Matsuyama, Colección digital de la Biblioteca Nacional de la Dieta: Conocimiento actual sobre el interior de la Tierra, folleto de geografía de Kokinshoin, 1928.
- Motonori Matsuyama, Colección digital de la Biblioteca Nacional de Dieta: Sismología de Yotsuchika, Osaka Mainichi Shimbun, 1928.
- Motonori Matsuyama, «Colección digital de la Biblioteca Nacional de la Dieta Conceptos básicos de geografía Volumen 2, Tierra», Chijinshokan, ed., Curso de geografía n.° 2, Jijinshokan, 1933.